# Teimour Radjabov
Teimour Radjabov (Azerbeidzjaans: Teymur Rəcəbov) (Bakoe, 12 maart 1987) is een Azerbeidzjaanse schaker. Hij is een grootmeester (GM). 
In 1999, op de leeftijd van 12 jaar, won hij het toernooi om het Europees kampioenschap voor de jeugd onder de achttien jaar in Griekenland waarbij tafel en stoel eigenlijk te groot voor hem waren.
In 2001 werd hij grootmeester, destijds de jongste ooit.
In 2003 debuteerde hij in het toernooi van Linares. Hij eindigde als laatste maar won een partij tegen Garri Kasparov. Hiervoor kreeg hij de schoonheidsprijs, zeer tot ongenoegen van Kasparov.
| 8 |                        |    | kd |    |    |   |   |    |
| 7 |                        |    |    |    | rd |   |   |    |
| 6 | pd                     |    |    |    |    |   |   | bl |
| 5 |                        | pd |    |    |    |   |   | bl |
| 4 |                        |    | pd | pl |    |   |   | bd |
| 3 | pl                     | nd | pl | nd |    |   |   |    |
| 2 |                        | pl |    |    |    |   |   | pl |
| 1 |                        |    |    | kl |    |   |   | rl |
|   | a                      | b  | c  | d  | e  | f | g | h  |
|   | Kasparov-Radjabov, 0-1 |    |    |    |    |   |   |    |

De betrokken partij verliep als volgt: Kasparov - Radjabov (Linares 2003)
Franse opening:

1.e4 e6 2.d4 d5 3.Pc3 Pf6 4.e5 Pfd7 5.f4 c5 6.Pf3 Pc6 7.Le3 a6 8.Dd2 b5 9.a3 Db6 10.Pe2 c4 11.g4 h5 12.gxh5 Txh5 13.Pg3 Th8 14.f5 exf5 15.Pxf5 Pf6 16.Pg3 Pg4 17.Lf4 Le6 18.c3 Le7 19.Pg5 0-0-0 20.Pxe6 fxe5 21.Le2 Pgxe5 22.De3 Pd7 23.Dxe6 Lh4 24.Dg4 g5 25.Ld2 Tde8 26.0-0-0 Pa5 27.Tdf1 Pb3+ 28.Kd1 Lxg3 29.Tf7 Td8 30.Lxg5 Dg6 31.Df5 Dxf5 32.Txf5 Tdf8 33.Txf8+ Pxf8 34.Lf3 Lh4 35.Le3 Pd7 36.Lxd5 Te8 37.Lh6 Pdc5 38.Lf7 Te7 39.Lh5 Pd3 (0-1) (zie diagram).
In 2004 bereikte Radjabov de halve finale van het wereldkampioenschap in Tripoli, die hij verloor van Michael Adams.
In 2005 won hij het toernooi van Dos Hermanas en eindigde na Liviu Dieter Nisipeanu als tweede in het persoonlijk Europees kampioenschap schaken 2005 in Warschau.
In 2006 werd hij gedeeld 2e in Linares.
In 2007 won hij samen met Veselin Topalov en Levon Aronian het Corus-toernooi.
In 2008 werd hij gedeeld derde en vierde in het Corus-toernooi. In Morelia/Linares eindigde hij in de middenmoot en dat gebeurde ook bij het Grand Prix toernooi in Baku. Bij het Grand Prix toernooi in Sotsji werd hij tweede en bij het Grand Prix toernooi in Elista gedeeld eerste en tweede.
In 2009 werd hij gedeeld tweede bij het Corus toernooi en in 2010 gedeeld tweede bij het Grand Prix toernooi in Astrachan. Hij werd daarmee tweede in de Grand Prix en plaatste zich daarmee voor het kandidatentoernooi.
Dit toernooi werd in 2011 in Kazan gespeeld. Radjabov kwam niet ver, in de eerste ronde werd hij uitgeschakeld door Vladimir Kramnik.
In 2012 bereikte hij weer twee gedeelde tweede plaatsen in toptoernooien, te weten het Corus-toernooi en het Tal Memorial.
In 2013 kreeg Radjabov van de organisatie een wildcard voor het kandidatentoernooi in Londen. Hij eindigde als laatste. 
In augustus 2013 nam hij deel aan de Wereldbeker Schaken 2013: na in de eerste ronde te winnen van Jorge Cori en in de tweede ronde van Lazaro Bruzon, werd hij in de derde ronde uitgesschakeld door Peter Svidler. 